# Feliks Kapłan

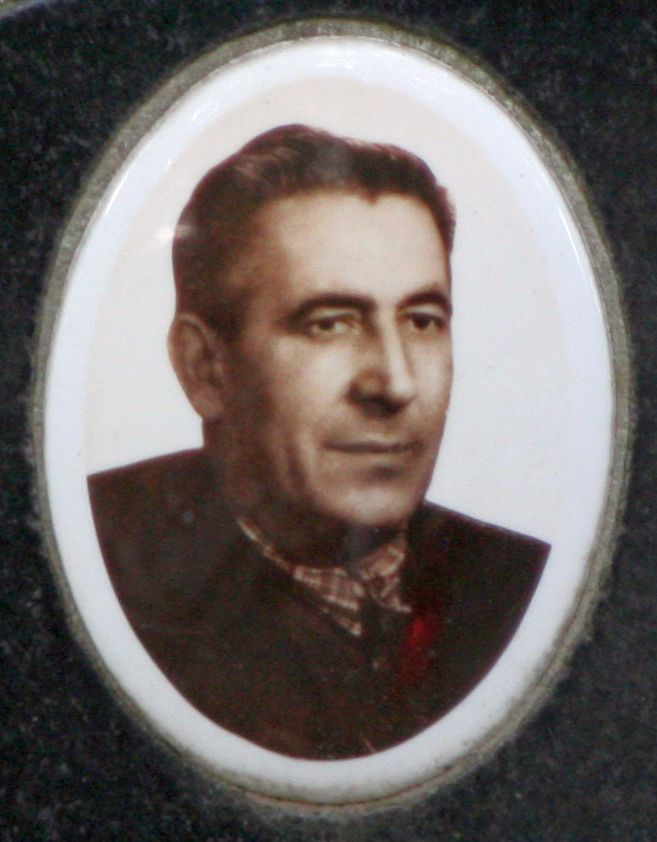
Feliks Kapłan (1893-1963)

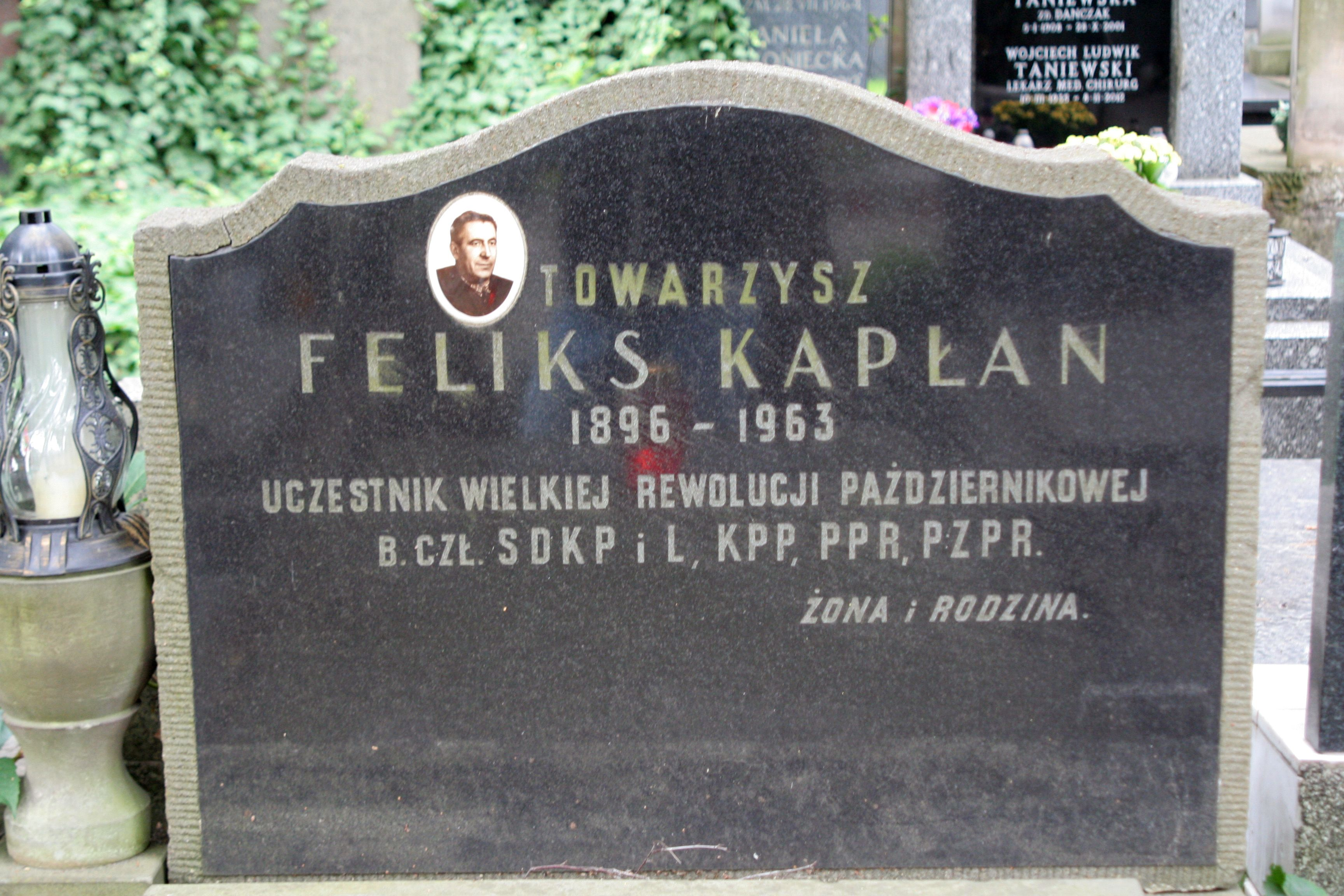
Grób Feliksa Kapłana na Cmentarzu Wojskowym na Powązkach w Warszawie

Feliks Kapłan ps. „Biskup”, „Felek” (ur. 30 sierpnia 1893 w Zamościu, zm. 16 listopada 1963 w Warszawie) – działacz komunistyczny i związkowy.

## Życiorys
Syn Szymona, od 1902 pracował zarobkowo, m.in. jako pomocnik murarski w Ostrowcu i potem w Dęblinie, w 1915 wraz z rodziną ewakuowany do Aleksandrowska, gdzie pracował w fabryce drutu. W 1916 wstąpił do SDKPiL. Współdziałał z miejscowym komitetem SDPRR(b). Po zajęciu Ukrainy przez Niemców w 1918 opuścił Aleksandrowsk i w grudniu 1918 przeniósł się do Warszawy, gdzie podjął pracę jako murarz i I 1919 wstąpił do KPRP. Działacz Związku Zawodowego Robotników i Robotnic Przemysłu Budowlanego, m.in. członek Prezydium Zarządu Głównego (ZG). Był wybierany delegatem robotniczym, współorganizował strajki budowlańców. IV 1924 aresztowany, po zwolnieniu kontynuował działalność. Od 1926 członek Wydziału Zawodowego Komitetu Warszawskiego KPP, z ramienia którego obsługiwał lewicowe frakcje związków zawodowych włókniarzy, kelnerów, handlowców i malarzy. 1928-1932 funkcjonariusz KPP w parowozowni i w cegielniach w Warszawie i okolicach. Brał udział w pracach Komitetu Dzielnicowego (KD) KPP Mokotów, Ochota i Powiśle. 1927-1933 członek zarządu oddziału Centralnego Związku Robotników Przemysłu Budowlanego, Drzewnego, Ceramicznego i Pokrewnych Zawodów w Polsce. XI 1939 udał się w głąb ZSRR, gdzie pracował jako górnik w Czelabińsku. Później był robotnikiem budowlanym w szpitalu miejskim m.in. w Kowlu. W 1943 przeniósł się do Krasnegostawu, później do Ostrowca. Od 1945 działał w PPR i organizował związki zawodowe, był m.in. sekretarzem RZZ w Ostrowcu Świętokrzyskim. Od XII 1945 w Warszawie. W 1946 skierowany przez KCZZ do Gdańska jako przewodniczący OKZZ. 1947-1952 przewodniczący zarządu oddziału Związku Zawodowego Robotników i Pracowników Przemysłu Budowlanego, Drzewnego, Ceramicznego i Pokrewnych zawodów w Białymstoku. Od 1955 na rencie. Odznaczony m.in. Krzyżem Komandorskim Orderu Odrodzenia Polski. Pochowany na Cmentarzu Wojskowym na Powązkach (kwatera C2-9-10).